# Le Jardin impie
Pour plus de détails, voir Fiche technique et Distribution.
Le Jardin impie (The Unholy Garden) est un film américain en noir et blanc réalisé par George Fitzmaurice, sorti en 1931. 

## Synopsis
Suave Barrington Hunt, voleur anglais, a rendez-vous avec son complice américain, le rustre Smiley Corbin, dans un hôtel délabré du désert du Sahara, hors de portée des autorités françaises. Ils ont repéré leur prochaine victime : un vieux baron aveugle, résidant de l'hôtel de longue date, et sa fille.

## Fiche technique
- Titre : Le Jardin impie
- Titre original : The Unholy Garden
- Réalisation : George Fitzmaurice
- Scénario : Samuel Goldwyn, George Fitzmaurice, Ben Hecht, Charles MacArthur
- Photographie : George Barnes, Gregg Toland
- Montage : Grant Whytock
- Musique : Alfred Newman
- Producteur : Samuel Goldwyn, George Fitzmaurice, Ben Hecht, Charles MacArthur
- Société de production : Samuel Goldwyn Productions
- Société de distribution : United Artists
- Pays d'origine :  États-Unis
- Langue : anglais
- Format : noir et blanc - 1.20:1 - son : Mono (Western Electric)
- Genre : drame romantique, policier
- Durée : 74 min
- Dates de sortie :
  - États-Unis : 28 octobre 1931
  - France : 16 mai 1932

## Distribution
- Ronald Colman : Barrington Hunt
- Fay Wray : Camille de Jonghe
- Estelle Taylor : Eliza Mowbray
- Warren Hymer : Smiley Corbin
- Tully Marshall : le baron de Jonghe
- Lawrence Grant : Dr Shayne
- Ullrich Haupt : colonel von Axt
- Henry Armetta : Nick the Goose
- Lucille La Verne : Lucie Villars
- Mischa Auer : le prince Nicolai Poliakoff
- Henry Kolker : colonel Lautrac
- Charles Hill Mailes : Alfred de Jonghe